# South Chicago Heights (Illinois)
South Chicago Heights est un village situé dans le comté de Cook en proche banlieue de Chicago dans l'État de l'Illinois aux États-Unis.